# Hell:On
Hell:On (v letech 2005–2007 známá jako Hellion) je ukrajinská thrash/death metalová kapela ze Záporoží založená roku 2005 kytaristou Oleksijem Paskem a bubeníkem Olehem Talanovem. 
Debutové studiové album s názvem Strong Enough vyšlo v roce 2006, k únoru 2022 jich má kapela na svém kontě celkem šest.

## Členové kapely

### Současní (k únoru 2022)
- Oleh Talanov – bicí
- Oleksij Pasko – kytara
- Anton Vorožcov – kytara
- Oleksandr Bajev – vokály
- Oleksandr Sitalo – baskytara

### Dřívější
- Anton Pavlenko – kytara

## Diskografie
Dema
- Hellion (2005) – pod názvem kapely Hellion

Studiová alba
- Strong Enough (2006) – pod názvem kapely Hellion
- Re:Born (2008)
- Age of Oblivion (2012)
- Hunt (2013)
- Once upon a Chaos... (2015)
- Scythian Stamm (2020)

EP
- Beyond the Fake (2008)
- In the Shadow of Emptiness (2010)

Kompilace
- Decade of Hell (2015)

Singly
- Still on the Way (2008)

Split nahrávky
- A Glimpse Beyond (2019) – split CD s německou thrash metalovou kapelou Pripjat